# Округ Монро (Флорида)
Монро (енгл. Monroe County) је округ у америчкој савезној држави Флорида. По попису из 2010. године број становника је 73.090.

## Демографија
Према попису становништва из 2010. у округу је живело 73.090 становника, што је 6.499 (8,2%) становника мање него 2000. године.
| Група             | 2000.          | 2010.          |
| Белци             | 61.462 (77,2%) | 52.089 (71,3%) |
| Афроамериканци    | 3.795 (4,8%)   | 4.194 (5,7%)   |
| Азијати           | 657 (0,8%)     | 809 (1,1%)     |
| Хиспаноамериканци | 12.553 (15,8%) | 15.071 (20,6%) |
| Укупно            | 79.589         | 73.090         |